# Ko e Iki he Lagi
Ko e Iki he Lagi (El Señor en el cielo) es el himno nacional de Niue.  

## Texto en niueano
Ko e Iki he Lagi

Kua fakaalofa mai

Ki Niue nei, ki Niue nei

Kua pule totonu

E Patuiki toatu

Kua pule okooko ki Niue nei

Ki Niue nei, ki Niue nei

Ki Niue nei, ki Niue nei

Ki Niue nei, ki Niue nei

Ki Niue nei

Kua pule okooko ki Niue nei

Kua pule ki Niue nei

## Traducción Español
Los Cielos 
Gracias
En Niue, Niue
Automáticamente preguntado
Por favor espere
He estado orando por Niue
En Niue, Niue
En Niue, Niue
En Niue, Niue
A Niue
He estado orando por Niue
Este es el nombre de Niue